# Андерссон, Монс (футболист, 2006)
Монс Херберт Улоф Андрессон (швед. Måns Herbert Olof Andersson; Пустой шаблон {{ВД-Преамбула}} ) — шведский футболист, полузащитник «Варберга», выступающий на правах аренды за «Твоокер».

## Клубная карьера
Является воспитанником «Варберга», в котором прошёл путь от детской до молодёжной команды. В декабре был переведён в основной состав, с которым подписал контракт, рассчитанный на три года. В 2023 году провёл несколько игр за фарм-клуб «Варбергс ГИФ» во втором дивизионе. Первую игру за главную команду провёл 24 августа во втором раунде кубка страны против «Карлсхамном». 6 ноября во встрече с «Норрчёпингом» дебютировал в чемпионате Швеции, заменив на 81-й минуте Антона Курочкина. В апреле 2025 года на правах аренды до конца сезона отправился в «Твоокер».

## Клубная статистика
| Выступление      | Выступление      | Выступление      | Лига | Лига | Кубки | Кубки | Конт. кубки | Конт. кубки | Итого | Итого |
| Клуб             | Лига             | Сезон            | Игры | Голы | Игры  | Голы  | Игры        | Голы        | Игры  | Голы  |
| ---------------- | ---------------- | ---------------- | ---- | ---- | ----- | ----- | ----------- | ----------- | ----- | ----- |
| Варберг          | Алльсвенскан     | 2023             | 1    | 0    | 1     | 0     | 0           | 0           | 2     | 0     |
| Варберг          | Суперэттан       | 2024             | 1    | 0    | 1     | 0     | 0           | 0           | 2     | 0     |
| Варберг          | Суперэттан       | 2025             | 0    | 0    | 0     | 0     | 0           | 0           | 0     | 0     |
| Варберг          | Итого            | Итого            | 2    | 0    | 2     | 0     | 0           | 0           | 4     | 0     |
| → Варберг ГИФ    | Дивизион 2       | 2023             | 2    | 0    | 0     | 0     | 0           | 0           | 2     | 0     |
| → Варберг ГИФ    | Итого            | Итого            | 2    | 0    | 0     | 0     | 0           | 0           | 2     | 0     |
| Всего за карьеру | Всего за карьеру | Всего за карьеру | 4    | 0    | 2     | 0     | 0           | 0           | 6     | 0     |